# Italo Martínez
Italo Martínez (Santiago de Chile, Chile; 1889 - Ibídem; 1954) fue un actor y director de nacionalidad chilena de cine y teatro.

## Carrera
Recorrió todo Chile y viajó al extranjero con diversas compañías españolas. Se inició desde muy joven en una compañía infantil igual que el actor Evaristo Lillo.
En la pantalla grande chilena se lo vio en películas de directores como Eduardo Boneo, Francisco Mugica, Carlos Hugo Christensen,  Roberto de Ribón, Jose Bohr y Jorge Délano (Coke). En 1940 dirigió junto a A. Santana la película Los hijos de la patria protagonizado por Enrique Heine.
En teatro tuvo su propia compañía e intervino en decenas de obras. Algunos de sus papeles recordados fueron el de El Don Juan Tenorio y el don Luis Mejía, junto a Juan Carlos Croharé, y el de Cristo. 
Fue el autor de Dio su sangre por la patria (1949), El expreso de la muerte, Los de Villa Cangreja y Dios los cría (zarzuela con música de Rogel Retes.
Falleció a los 65 años en 1954.

## Filmografía
- 1949: Esperanza.
- 1947: La dama sin Camelias.
- 1946: La dama de la muerte.
- 1946: El diamante del Maharajá.
- 1944: Hollywood es así.

Como director:
- 1940: Los hijos de la patria.